# Jevon Kearse
Pour les articles homonymes, voir Kearse.
(en) Statistiques sur pro-football-reference
Jevon Kearse, né le 3 septembre 1976 à Fort Myers (Floride), est un joueur américain de football américain qui a évolué au poste de defensive end dans la National Football League (NFL) entre 1999 et 2009.

## Biographie

### Carrière universitaire
Étudiant à l'université de Floride, il joue pour les Gators de la Florida dans la NCAA Division I FBS.

### Carrière professionnelle
Il est sélectionné en 16e choix global lors du premier tour de la draft 1999 de la NFL par la franchise des Titans du Tennessee. Il y établit le record du nombre de sacks (14,5) en une saison par un débutant.
En 2004, il rejoint les Eagles de Philadelphie mais en 2008, il resigne en tant qu'agent libre avec les Titans.
Il est sélectionné trois fois au Pro Bowl (1999, 2000 et 2001) et est reconnu All-Pro en 1999.

### Vie privée
Il est le cousin du cornerback Phillip Buchanon (en) ayant joué en NFL entre 2002 et 2011.